# Jerry Belson
Jerome Leon Belson (* 8. Juli 1938 in El Centro, Kalifornien; † 10. Oktober 2006 in Los Angeles, Kalifornien) war ein US-amerikanischer Drehbuchautor, Filmproduzent und Filmregisseur.

## Biografie
Jerome Leon Belson wuchs in seiner Heimatstadt El Centro in Kalifornien auf. Nach seinem Schulabschluss zog er nach Los Angeles, wo er sich als Zauberer, Drummer und Comicautor über Wasser hielt, bevor er im Alter von 22 Jahren sein erstes Drehbuch an die Danny Thomas show verkaufte. Da sein Bruder Gordon Belson gemeinsam mit Garry Marshall im Koreakrieg kämpfte, lernten sich beide 1962 kennen und arbeiteten fortan an vielen Projekten gemeinsam.
Jerry Belson verstarb am 10. Oktober 2006 an den Folgen seiner Prostatakrebs-Erkrankung. Seine jüngere Schwester, die Drehbuchautorin Monica Johnson, verstarb vier Jahre später an einer Speiseröhrenkrebs-Erkrankung. Er hinterließ seine zweite Frau Jo Ann Belson, mit der er seit 1976 verheiratet war, die drei gemeinsamen Kinder und zwei Enkel. Seine Tochter Kristine Belson ist Filmproduzentin.

## Filmografie (Auswahl)
- 1968: Der türkisfarbene Bikini (How Sweet It Is!)
- 1969: Jung, hübsch und hemmungslos (The Grasshopper)
- 1975: Lauter nette Mädchen (Smile)
- 1977: Das Geld liegt auf der Straße (Fun with Dick and Jane )
- 1980: Das ausgekochte Schlitzohr ist wieder auf Achse (Smokey and the Bandit II)
- 1980: Das Guyana-Massaker (Guyana Tragedy: The Story of Jim Jones)
- 1982: Jekyll und Hyde – Die schärfste Verwandlung aller Zeiten (Jekyll and Hyde… Together Again)
- 1987: Nicht jetzt, Liebling (Surrender)
- 1989: Always – Der Feuerengel von Montana (Always)